# Pistolet samopowtarzalny

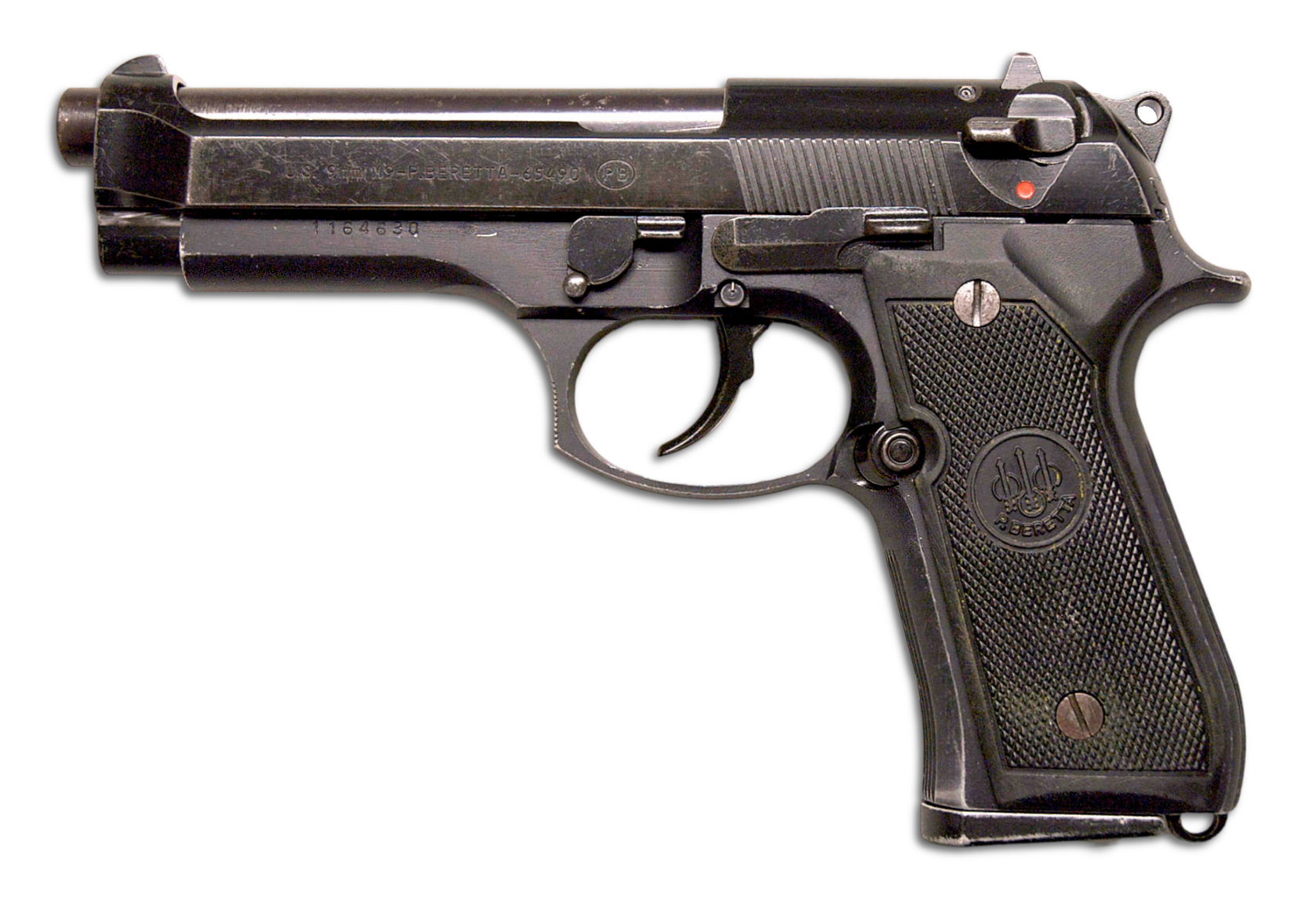
Pistolet samopowtarzalny Beretta M9

Pistolet samopowtarzalny – rodzaj pistoletu zasilanego z magazynka, w którym po strzale następuje automatyczne przeładowanie, jednak mechanizm spustowy umożliwia prowadzenie wyłącznie ognia pojedynczego. Współcześnie najpopularniejszy typ pistoletu stosowany zarówno w zakresie wojskowym jak i cywilnym.

## Historia

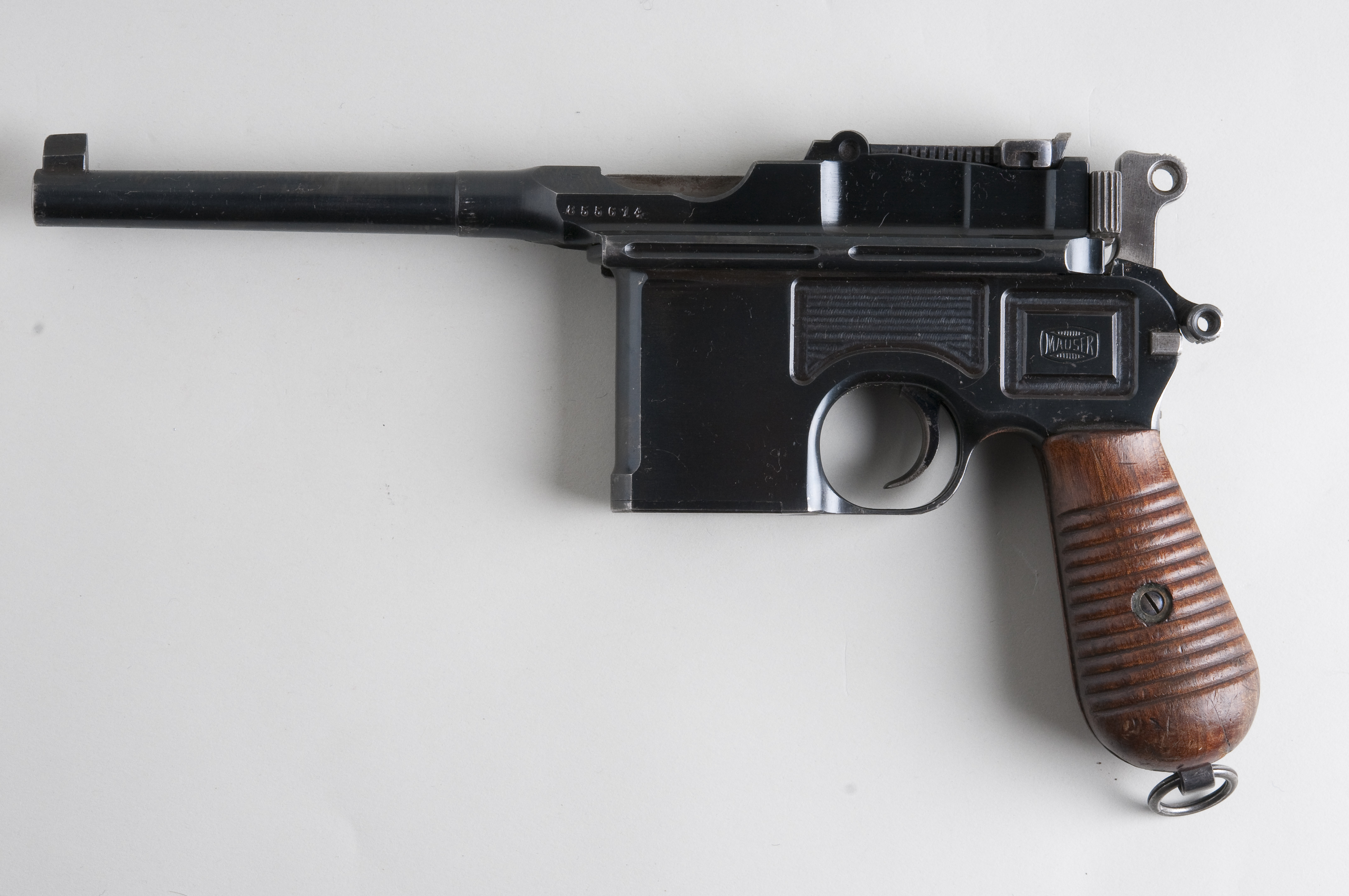
Pistolet samopowtarzalny Mauser C96 (koniec XIX w.)

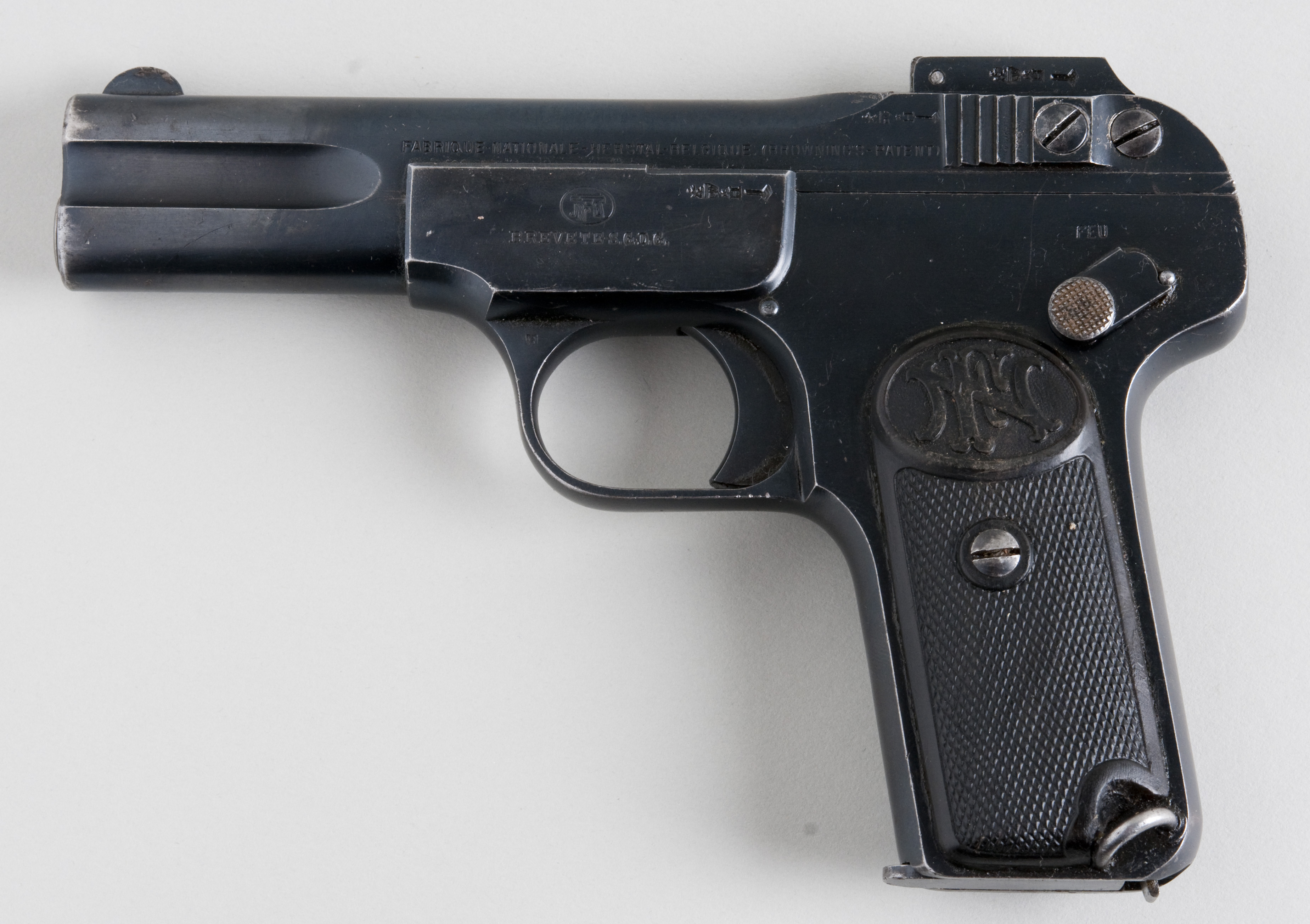
Pistolet samopowtarzalny Browning M1900 (XX w.)

Pistolety znane były już w XVI w. stanowiąc pierwszy rodzaj stosunkowo kompaktowej broni krótkiej. Początkowo były jednak wyłącznie bronią jednostrzałową a ich rozwój w kierunku broni powtarzalnej został zasadniczo zahamowany wraz z popularyzacją wielostrzałowych rewolwerów w pierwszej połowie XIX w. które niemal całkowicie zmarginalizowały użytkowanie pistoletów.
Sytuacja zmieniła się pod koniec XIX w. wraz z powstaniem pierwszych udanych pistoletów samopowtarzalnych, które w kolejnych dekadach doprowadziły do odwrócenia tego trendu. W przeciwieństwie do rewolwerów, pistolety te wykorzystywały energię gazów prochowych nie tylko do wystrzelenia pocisku, ale również do zautomatyzowania całego cyklu pracy broni obejmującego także proces przeładowania i napinania kurka. Czyniło to pistolet bronią bardziej szybkostrzelną i wygodniejszą w obsłudze. Dodatkowy atut stanowiło również zasilanie z pojemniejszych względem rewolwerowych bębnów – magazynków oraz w późniejszych konstrukcjach możliwość ich szybkiej wymiany.
Wśród pionierskich konstrukcji tego typu można wymienić między innymi pistolety Salvator Dormus i Schönberger-Laumann (1891 r.) Borchardt C93 (1893 r.), Bergmann No 3 (1894 r.) i Mauser C96 (1895 r.). O ile pierwsze z nich nie odniosły większego sukcesu, to Mauser C96 zyskał ogromną popularność, stając się pierwszym pistoletem samopowtarzalnym produkowanym na skalę masową. Zaledwie kilka lat później powstał też Browning M1900 (1900 r.), którego układ konstrukcyjny wywarł trwały wpływ na kolejne generacje pistoletów aż po konstrukcje współczesne. Początek XX w. przyniósł gwałtowny rozwój pistoletów samopowtarzalnych, które w szybkim tempie zaczęły wypierać z uzbrojenia rewolwery stając się najpopularniejszą bronią krótką po czasy obecne.
Współcześnie pistolety samopowtarzalne znajdują szerokie zastosowanie jako broń boczna zarówno w formacjach wojskowych, policyjnych jak i w wymiarze cywilnym: ochronie, samoobronie, rekreacji i sporcie.

## Budowa
Automatyka działania pistoletu samopowtarzlnego najczęściej opiera się na zasadzie odrzutu swobodnego zamka lub krótkiego odrzutu lufy, przy czym inne rozwiązania są zdecydowanie rzadkie. Broń tego typu zasilana jest z magazynków, dawniej stałych, współcześnie niemal wyłącznie wymiennych. Podstawą konstrukcji mieszczącą i pozycjonującą pozostałe elementy jest szkielet. Poza tym w konstrukcji pistoletu samopowtarzalnego występują pozostałe elementy typowe dla nowoczesnej broni strzeleckiej, jak zamek, lufa, mechanizm spustowy, uderzeniowy, ryglowy itd. przy czym w zależności od modelu mogą występować istotne różnice w szczegółach konstrukcji.

Animacja demonstrująca cykl pracy pistoletu samopowtarzalnego
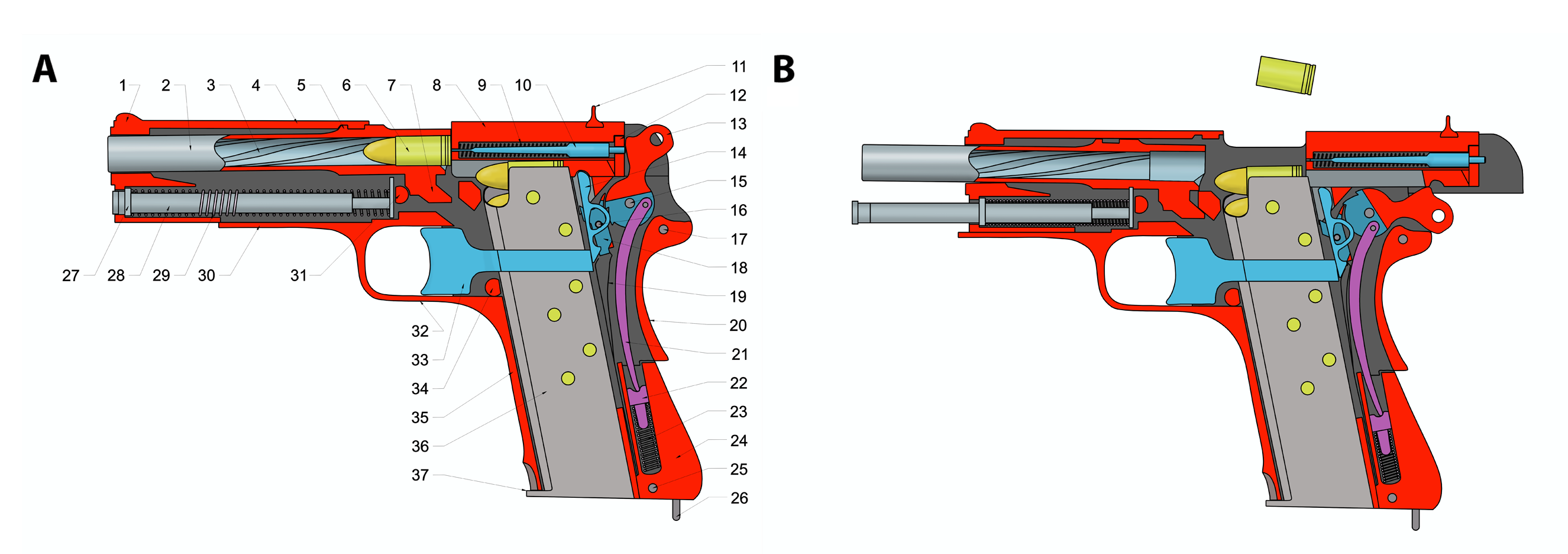
Budowa pistoletu samopowtarzalnego na przykładzie pistoletu Vis wz. 35: A – pistolet załadowany B – pistolet bezpośrednio po wystrzale Części składowe: 1 – muszka, 2 – lufa, 3 – bruzda gwintu lufy, 4 – zamek (osłona lufy), 5 – występ ryglowy lufy, 6 – nabój, 7 – występ odryglowujący lufy, 8 – zamek, 9 – sprężyna iglicy, 10 – iglica, 11 – szczerbinka, 12 – opora iglicy, 13 – kurek, 14 – przerywacz, 15 – oś kurka, 16 – oś zaczepu kurkowego, 17 – oś bezpiecznika samoczynnego, 18 – zaczep kurkowy, 19 – sprężyna, 20 – bezpiecznik samoczynny, 21 – żerdź kurka, 22 – opora sprężyny uderzeniowej, 23 – sprężyna uderzeniowa, 24 – gniazdo sprężyny uderzeniowej, 25 – kołek gniazda sprężyny odpalającej, 26 – uchwyt paska, 27 – pierścień oporowy sprężyny powrotnej, 28 – żerdź sprężyny powrotnej, 29 – sprężyna powrotna, 30 – łoże, 31 – zatrzask zamka, 32 – kabłąk spustu, 33 – spust z szyną spustową, 34 – zatrzask magazynka, 35 – szkielet pistoletu, 36 – magazynek, 37 – stopka magazynka